# Attaque nucléaire évitée de justesse
Une attaque nucléaire évitée de justesse (ou in extremis) est un incident qui pourrait conduire — ou aurait pu conduire — à au moins une explosion ou attaque nucléaire involontaire. Ce type d'incidents implique généralement la perception d'une menace imminente provenant d'un pays possédant l'arme nucléaire, ce qui pourrait conduire à des frappes de représailles à l'encontre de l'agresseur supposé.
Les dommages causés par un « échange » nucléaire global ne sont pas nécessairement limités aux belligérants, puisque l'hypothèse d'un brusque changement climatique, même relatif à une guerre nucléaire réduite à l'échelle régionale, pourrait menacer la production alimentaire dans le monde entier ; ce scénario est connu sous le nom de famine nucléaire.
Malgré un apaisement des tensions liées à l'arme atomique après la fin de la guerre froide, les réserves d'ogives nucléaires sont estimées à environ 14 000 dans le monde en 2019 ; les États-Unis et la Russie détiennent 90 % du total.
Bien qu'il soit difficile de trouver les détails exacts sur de nombreuses explosions ou attaques nucléaires évitées in extremis, l'analyse de plusieurs cas particuliers a permis de mettre en évidence l'importance de multiples facteurs dans la prévention de ces accidents. Au niveau international, cela comprend l'importance du contexte et de la médiation extérieure ; au niveau national, l'efficacité dans les communications du gouvernement et l'implication des décideurs clés, et au niveau de l'individu, le rôle décisif de personnes qui suivent leur intuition et leur capacité à prendre des décisions prudentes, souvent en transgressant le protocole.

## Années 1950

### 5 novembre 1956
Au cours de la crise de Suez, le NORAD a reçu simultanément une série de rapports incluant des aéronefs non identifiés au-dessus de la Turquie, des chasseurs soviétiques MiG-15 au dessus de la Syrie, un bombardier britannique Canberra abattu et des manœuvres navales surprises effectuées par la Flotte de la mer Noire à travers le détroit des Dardanelles ; cela est apparu comme le signal d'une offensive soviétique. Considérant les précédentes menaces soviétiques à utiliser des armes conventionnelles contre la France et le Royaume-Uni, les États-Unis étaient d'avis que ces événements pourraient déclencher une frappe nucléaire de l'OTAN contre l'Union soviétique. En fait, tous les rapports concernant les actions soviétiques se sont révélés erronés, mal interprétés ou exagérés. La perception de la menace est due à une combinaison fortuite d'événements, comprenant des cygnes en formation de vol sur la Turquie, un chasseur d'escorte pour le président syrien de retour de Moscou, un bombardier anglais ayant subi des problèmes mécaniques, et des exercices prévus de la flotte de l'Union soviétique.

## Années 1960

### 5 octobre 1960
L'équipement radar, nouvellement installé, de la base aérienne de Thulé au Groenland a interprété à tort un lever de lune sur la Norvège comme un lancement massif de missiles soviétiques. Après avoir reçu un rapport de la prétendue attaque, le NORAD s'est placé en alerte générale. Cependant, l'authenticité de l'attaque a été mise en doute, car le dirigeant soviétique Nikita Khrouchtchev était présent à New York en tant que chef de la délégation de l'URSS aux Nations Unies,.

### 24 novembre 1961
Le personnel du quartier général du Strategic Air Command a simultanément perdu le contact avec le NORAD et plusieurs sites du Système d'Alerte avancé de missiles balistiques. Puisque ces lignes de communication ont été conçues pour être redondantes et indépendantes les unes des autres, ce défaut de communication a été interprété comme une coïncidence improbable ou une attaque coordonnée. Le SAC a préparé la totalité de la force d'action rapide pour le décollage avant que les avions déjà en vol confirment ne voir aucune attaque. Plus tard, il fut constaté que la défaillance d'une seule station de relais dans le Colorado a été la seule cause du problème de communication.

### 27 octobre 1962
Au plus fort de la crise des missiles de Cuba, un sous-marin patrouilleur soviétique B-59, alors harcelé par les forces navales américaines, a été sur le point de lancer une torpille équipée d'une tête nucléaire. L'un des submersibles soviétiques fut encerclé par les destroyers américains près de Cuba et a plongé afin d'éviter d'être repéré mais fut incapable de communiquer avec Moscou durant plusieurs jours. L'USS Beale a commencé par larguer des grenades anti-sous-marines, normalement destinées à l’entraînement, dans le but de signaler au B-59 de faire surface. Cependant, le sous-marin soviétique a pris ces explosions comme provenant de véritables charges de profondeur. Avec un niveau de batteries faible, affectant les systèmes de support de vie du sous-marin et sans ordre de Moscou, le commandant du B-59 crut que la guerre avait peut-être déjà débuté et a ordonné l'utilisation d'une torpille nucléaire de dix kilotonnes contre la flotte américaine. L'officier politique du sous-marin a donné son accord mais l'officier de la sous-flottille Vassili Arkhipov a pu persuader le commandant de faire surface et d'attendre les ordres,.
Le même jour, un avion espion américain U-2 a été abattu au-dessus de Cuba, et un autre U-2 piloté par le capitaine Charles Maultsby de l'United States Air Force s'est égaré de 300 milles (482,8032 km) à l'intérieur de l'espace aérien soviétique. Malgré les ordres d'éviter l'espace aérien soviétique d'au moins 100 milles (160,9344 km), une erreur de navigation a porté le U-2 au dessus de la péninsule de Tchoukotka, provoquant l'intervention des intercepteurs soviétiques MiG qui se sont lancés à sa poursuite,. Des avions intercepteurs américains F-102A, armés de missiles air-air nucléaires GAR-11 Falcon (chacun d'une capacité de 0,25 kilotonne) ont alors été rapidement envoyés pour escorter le U-2 vers un espace aérien ami. Les pilotes avaient la capacité individuelle d'armer et de lancer leurs missiles.

### 9 novembre 1965
Le Centre de commandement de l'Office de la gestion des secours d'urgence (en) fut placé en état d'alerte après une gigantesque panne d'électricité dans le nord-est des États-Unis. Plusieurs détecteurs de bombe nucléaire (utilisés pour distinguer les pannes de courant « normales » des pannes de courant causées par une explosion nucléaire) à proximité des grandes villes des États-Unis se sont révélés défectueux en raison d'erreurs de circuits électriques, créant l'illusion d'une attaque nucléaire.

### 1966(probablement)
Au début des Forces aériennes stratégiques françaises, des transmissions électriques sont perturbées à cause d’un orage, ce qui provoque l'affichage d'un ordre de décollage de guerre. L'armée de l'air fait décoller un Mirage IV avec une bombe atomique AN-11. L'équipage fut rappelé par radio, mais ne répondit pas, conformément aux procédures. Arrivé dans sa zone de ravitaillement, il ne trouva pas d'avion ravitailleur, ce qui le contraint à avorter sa mission, à faire demi-tour et à atterrir.

### 23 mai 1967
Une puissante éruption solaire accompagnée d'une éjection de masse coronale ont interféré avec les radars du Ballistic Missile Early Warning System du NORAD de l'hémisphère nord. Cette interférence avait été initialement interprétée comme un brouillage intentionnel des radars par les soviétiques, un acte considéré comme un acte de guerre. Des bombardiers nucléaires de contre-attaque furent sur le point d'être lancés par les États-Unis.

## Années 1970

### 9 novembre 1979
Un message d'erreur informatique au quartier général du NORAD a conduit au déclenchement d'une alarme et à la préparation complète contre une inexistante attaque soviétique à large échelle. Le NORAD a prévenu le conseiller à la sécurité nationale, Zbigniew Brzezinski, que l'Union soviétique avait lancé 250 missiles balistiques vers les États-Unis, en indiquant que la décision de riposter devait être prise par le président dans les trois à sept minutes. Les ordinateurs du NORAD ont ensuite indiqué que le nombre de missiles lancés était de 2 200. Le SAC fut prévenu, les bombardiers nucléaires préparés au décollage et les équipes des missiles balistiques intercontinentaux furent placés en alerte. Dans les six à sept minutes de la réponse initiale, les systèmes de satellites et de radars ont été capables de confirmer que l'attaque était une fausse alerte. Il a été démontré qu'un scénario d’entraînement avait été chargé par inadvertance dans le système informatique opérationnel. Commentant l'incident, le conseiller au département d'État, Marshall Shulman, déclara que « Les fausses alarmes de ce type ne sont pas rares. Il y a une complaisance sur la façon dont elles sont traitées qui me dérange. ». Dans les mois qui suivirent cet incident, on dénombra trois fausses alarmes supplémentaires au NORAD, deux d'entre elles étant causées par du matériel informatique défectueux.

## Années 1980

### 15 mars 1980
Lors d'un exercice, un des quatre missiles soviétiques lancés depuis un sous-marin près des Îles Kouriles fut détecté par un capteur d'alerte avancé américain comme ayant pris une trajectoire vers les États-Unis.

### 26 septembre 1983
Plusieurs semaines après la destruction en vol du vol 007 de la Korean Air Lines dans l'espace aérien soviétique, un satellite du système d'alerte avancé, près de Moscou, a rapporté le lancement d'un missile Minuteman américain. Peu de temps après, le système signale que cinq missiles avaient été lancés. Convaincu qu'une véritable offensive américaine nécessiterait beaucoup plus de missiles, le lieutenant-colonel Stanislav Petrov de la force de défense anti-aérienne soviétique a refusé de reconnaître la menace comme étant légitime et a pu convaincre ses supérieurs qu'il s'agissait d'une fausse alarme jusqu'à ce que cela puisse être effectivement confirmé par radar terrestre,

### 7 novembre 1983
Entre le 7 et le 11 novembre 1983, l’OTAN procède à un exercice de gestion des procédures nucléaires nommé Autumn Forge-83, dont la phase finale est Able Archer-83. Cet exercice d’ampleur plus important qu’à l’accoutumée est accompagné par des communications soutenues entre chefs d'État occidentaux et par un état d’alerte des forces américaines élevé en raison d'attaques terroristes à Beyrouth. Certains à Moscou interprètent ainsi Able Archer-83 comme une couverture possible pour une attaque surprise et une dizaine de bombardiers stationnés en Europe de l'Est sont mis en alerte. Deux rapports du renseignement américain de 1984 et 1990 ainsi qu'un documentaire britannique de 2008 dramatisent cet épisode en suggérant que le monde est passé tout près de la catastrophe. Cependant, les documents déclassifiés du renseignement soviétique ainsi que les affirmations d'un transfuge soviétique et les avis de deux experts occidental et soviétique tendent à démontrer que l'URSS savait qu'il s'agissait d'un exercice militaire et qu'elle ne craignait pas réellement une attaque alliée.

## Années 1990

### 25 janvier 1995
Le président russe, Boris Eltsine, est devenu le premier chef d'État au monde à activer une mallette de tir nucléaire après que les systèmes de radar russes ont détecté le lancement d'une Black Brant, fusée norvégienne de recherche pour étudier les aurores boréales. Les sous-marins nucléaires lanceurs d'engins russes ont été mis en état d'alerte en prévision d'une possible frappe de représailles. Quand il est devenu clair que la fusée n'était pas une menace pour la Russie et ne faisait pas partie d'une vaste attaque, l'alarme a été annulée. La Russie avait été en fait l'un des pays précédemment informés du lancement ; toutefois, l'information n'avait pas atteint les opérateurs des radars russes.

## Années 2010

### 23 octobre 2010
Les commandants de la base de l'Armée de l'air américaine dans le Wyoming ont perdu la plupart des formes de commandement, de contrôle et de surveillance de la sécurité de plus de cinquante missiles balistiques nucléaires durant environ 45 minutes. Les missiles ont été mis hors ligne après que l'on a soupçonné un problème matériel causant de multiples erreurs sur les ordinateurs de contrôle. Bien que des représentants de l'armée maintiennent que les missiles étaient restés sous contrôle et n'étaient pas exposés à des tentatives de prise de contrôle extérieur, l'ancien officier de lancement de l'Armée de l'air, Bruce G. Blair, a exprimé ses inquiétudes selon lesquelles, dans ce cas de figure, les missiles pourraient être vulnérables à des tentatives de lancement par des pirates informatiques ou des équipes de missiles corrompues.